# 세평초등학교
세평초등학교는 대한민국 충청북도 괴산군 불정면 관동로세평4길 24 (세평리)에 있었던 공립 초등학교이다.

## 연혁
- 1948년 9월 1일 목도국민학교 세평분교장 인가
- 1956년 2월 3일 세평국민학교 승격
- 1956년 5월 12일 세평국민학교 개교
- 1996년 3월 1일 세평초등학교로 개칭
- 1998년 3월 1일 폐교